# Властимир
Властимир (грч. Βλαστίμηρος; око 805. године — око 851. године) био је српски кнез који је владао Србијом у периоду око 830. до око 851. године.
Први је српски кнез (архонт) о коме постоји више података у историјским изворима. По њему је названа српска владарска династија Властимировићи. Средином 9.века дошао у сукоб са Бугарима које је предводио Пресијан (836—852), а који су покушали да потчине себи целу Србију. Властимир је у трогодишњем рату успео да одбије нападе Бугара и сачува српску независност.
У то време, Бугарско царство и Византијско царство су били у миру по уговору, и иако је византијски цар био господар над српским земљама, није био у могућности да помогне Србима у потенцијалном рату. Пресијан од Бугарске је на крају извршио инвазију на Србију, што је резултирало трогодишњим ратом, у којем је бугарска војска била разорена и протерана. Властимир је тада скренуо на запад, добро се проширивши у залеђе Далмације. Истоимени је оснивач династије Властимировића, прве српске династије.
Према писању Константина VII Порфирогенита после смрти архонта Властимира власт су наследила његова три сина: Мутимир (грч. Μουντιμῆρος), Стројимир (грч. Στροΐμηρος) и Гојник (грч. Γοΐνικος). У то време у Бугарској на власт долази архонт Борис Михаило који је желео да се освети за пораз свог оца Пресијана. Кнез Борис Михаило је владао Бугарском од 852 године. Због овог записа Константина VII Порфирогенита се верује да је 852. српски кнез Властимир већ био мртав. На почетку своје владавине је ујединио неколико српских племена и цар Теофило му је признао државну независност.

## Позадина

### Српска држава и породична историја
Властимиров предак био је кнез (архонт) који је повео Србе на Балкан и добио заштиту Ираклија (р. 610—641), познатог као Непознати архонт. Срби су у то време организовани у жупаније, конфедерацију сеоских заједница (отприлике еквивалент округа), на чијем је челу био локални жупан (магистрат или гувернер). По Фајну, намесништво је било наследно, а жупан је извештавао српског кнеза, коме су били дужни да помажу у рату. Цар Константин VII Порфирогенит (913—959) помиње да српски престо наслеђује син, односно прворођенац, мада једном приликом у његовом набрајању монарха постоји тријумвират. Извештај DAI о српском етничком насељавању и успостављању неколико будућих кнежевина до 10. века сматра се веома спорним: Србија (отприлике каснија провинција Рашка, укључујући Босну; део Загорја — „залеђе“); и Паганија, Захумље, Травунија (укључујући Конављане) и Доклеја (део Поморја — „приморски“).
Вишеслав, Властимиров прадеда и први српски монарх познат по имену, био је савременик Карла Великог (768—814). Непосредно је држао наследне земље Тару, Пиву и Лим. Константин VI је 785. године освојио Склавиније (Словенство — „славенско подручје”) Македоније, које се налазе на југу. Вишеслава је наследио Радослав, затим Просигој, који су владали током побуне Људевита Посавског против Франака (819—822). Према Краљевским франачким аналима, написаним 822. године, Људевит је са свог седишта у Сиску отишао до Срба, који су контролисали велики дeо Далмације.

### Успон бугарске моћи
На истоку је ојачало Бугарско царство. Хан Крум је 805. године освојио Браничевце, Тимочане и Оботриће на истоку Србије, протерао њихове племенске поглаваре и заменио их администраторима које је постављала централна власт. Бугари и Византинци су 815. године потписали 30-годишњи мировни уговор. Године 818. за време владавине Омуртага (814—831), Браничевци и Тимочани, заједно са осталим пограничним племенима, побунили су се и отцепили се од Бугарске због административне реформе која им је одузела велики део локалне власти. Тимочани су напустили societas (савез) Бугарског царства и тражили су, заједно са подунавским Оботритима и Гудушчанима, заштиту од светог римског цара Луја Побожног (813—840) и срели га на његовом двору у Херсталу. Тимочани су се доселили на франачку територију, негде у Доњу Панонију, а последњи пут се помињу 819. године, када их је Људевит наговорио да му се придруже у борби против Франака.
Подунавски Оботрити су остали у Банату, и пружали отпор Бугарима све до 824. године, када се о њима више ништа не чује. Кан је послао изасланике Францима и затражио да се између њих разграничи тачна граница, а преговори су трајали до 826. године, када су га Франци занемарили. Бугари су одговорили тако што су напали Словене који су живели у Панонији и покорили их, затим послали бродове уз Драву и 828. године опустошили Горњу Панонију, северно од Драве. И 829. године било је више борби, а до тада су Бугари покорили све своје некадашње словенске савезнике.
Бугарска држава је имала општу политику експанзије у којој је најпре наметнула плаћање данка суседном народу и обавезу пружања војне помоћи у виду савеза (societas), остављајући им унутрашњу самоуправу и локалне владаре, а када би потреба за оваквим односом истекла, они би прекинули самоуправни аранжман и наметнули директну и апсолутну власт, интегришући свог суседа у потпуности у бугарски политички и културни систем.

## Порекло и породица

### Порекло
Према Порфирогениту, византијском цару и писцу, архонт Властимир (грч. Βλαστίμηρος) био је потомак српског владара под чијим су се вођством, у доба византијског цара Ираклија (610—641), Срби населили на Балканско полуострво. Порфирогенит није знао да наведе тачна имена свих српких владара пре Властимира, осим тројице владара који су владали непосредно пре њега — Вишеслава, Радослава и Просигоја. Сви ови владари су били рођаци. Вишеслав је био отац Радослава, деда Просигоја и прадеда Властимира. На тај начин је у краткој генеалогији утврдио једну важну информацију о устављеном обичају наслеђивања власти код Срба у оквиру једне владарске породице.

### Процес наслеђивања
Причајући о првом наследнику српског архонта који је довео Србе у делове Далмације, Порфирогенит доноси вест да га је наследио најстарији син, и да је на исти начин њега наследио његов син. Иако Порфирогенит само пише да га је наследио син, без придева најстарији, овај закључак се може извести из доцнијег писања Порфирогенита о српским владарима из 9. века, где се као наследник Властимира помиње Мутимир, а као наследник Мутимира Прибислав (Првослав). Будући да је Порфирогенит пренео податак о српској традицији, онда је веома извесно да је наслеђивање власти са оца на најстаријег сина до цара је стигло српским извором. Другим речима, у самој средини 10. века када је Порфирогенит писао његово дело и прикупљао изворе о Србима, постојало је не само устаљено мишљење да престо наслеђује најстарији син владара, већ се управо и на тај начин вршило наслеђивање престола.
Два века млађи писац Поп Дукљанин на исти начин описује поступак наслеђа код Срба, иако су личности историјски непотврђене и легендарне — Свевлад, Селимир, Владин, Ратимир („Svevladus, Selimirus, Vladinus, Ratimirum”). Поп Дукљанин и Порфирогенит се слажу да је српски престо наслеђивао најстарији син — .
Историчари сматрају да је Властимир био потомак оног кнеза што је довео Србе на предео античке Далмације. Тако дуго владање династије несумњиво говори о стабилности не само владаревог положаја, већ и саме државне творевине успостављене још у првој половини 7. века.

### Породица
Властимир је имао три сина и једну кћер:
- Мутимир, кнез, 851—891
- Стројимир, кнез (савладар), 851—880
- Гојник, кнез (савладар), 851—880
- Неименована ћерка, удата за Крајину Белојевића

## Владавина

### Почетак владавине
Властимир је наследио свог оца Просигоја као архонта Србије. Према Живковићу, датум Властимировог присаједињења је око 830. Он је ујединио српска племена у околини. Срби су се највероватније консолидовали због узбуне због напредовања Бугарске ка њиховим границама — брзог освајања суседних Словена — у самоодбрани, и вероватно су настојали да прекину бугарску експанзију на југ (ка Македонији). Цар Теофило (829—842) признат је као номинални сузерен (господар) Срба и највероватније их је подстицао да осујети Бугаре. Тридесетогодишњи мировни уговор између Византинаца и Бугара, потписан 815. године, још је био на снази. Како су га наследили његови већ одрасли синови значило би да није кратко живео и да је дуго владао. Могло би се закључити да је владао од око 830. године до 851. године. Што би значило да је био савременик византијских царева Теофила (829—842) и Михаила III (842—867), бугарских ханова Омуртага (814—831), Маламира (831—836) и Пресијама (836—852), па и хрватских кнежева Мислава (пре 839 — пре 846/848) и Трпимира (после 846/848 — после 852, најкасније до 864).

### Положај државе и освајања
Према историчарима, Србија се највероватније простирала до Уне. Ђорђе Јанковић тврди да је 812. године закључен мир у Ахену, где је Србија проширила границе до Поуња и Динаре. Исто тврди и академик А. Вукосављевић у својој анализи Порфирогенитовог дела. Северни делови данашње Босне су по Џону Фајну освојени око 845. године. Према Новаковићу Рељи, Србија је сигурно већ 822. године држала Грмеч и Козару, вероватно да се простирала до Уне или чак до Купе.
Љ. Јовановић и Љ. Ковачевић тврде да је око 836. године ујединио српска племена, под чиме се највероватније подразумева Конавље и Травунија, међутим, Живковић је оспорио да је Властимир држао Конавље. Захумље је према Џону Фајну освојио око 845. године. Травунију је дао Крајини 847. или 848. године. Паганија је од 823. године постала вазал Србије.

#### Источна граница
Према Бориславу Влајићу, источна граница Србије налазила се на реци Тимок. Познато је да су после Властимирове смрти 851. године, владала у Србији три брата у подељеним покрајинама, вероватно тако што је Мутимир управљао централном зоном земље низ сливове река Дрине и Босне; Гојник је владао западном територијом земље Србије, низ сливове река Врбаса, Уне, Глине и Коране, тј. кнежевином Доњом Србијом, и Стојимир источним кнежевинама Моравијом и Рашком.

Порфирогенит на следећи начин дефинише територије кнежевине Моравије (гл. 40):
"На овој страни (Дунава), од места данашњег старог споменика, још живећег моста цара Трајана, до неправедних зликовачких Мађара, и Београда, који је три дана путовања удаљен од самог моста, у којем је кула светог и Великог Константина василеоса, a c друге стране (Београда), правцем курса реке је Сермиум, који је од Београда удаљен два дана путовања; дотле је Велика Моравија, крштена и цењена, коју Мађари пљачкају (пустоше) сваковрсно, чији првак бијаше владар свим насељеним местима".
То, између осталог, упућује да је ова кнежевина Моравија била у склопу Властимирове Србије, што границу државе поставља на Трајанов мост, на реци Тимок. Ове територије највероватније су освојене након сукоба са Бугарима, пошто су Бугари 805. године, за време Крума, покорили територије Тимочана, Браничеваца и Морављана.
Док описује рат између Срба и Бугара за време Мутимира, Порфирогенит користи граничну одредницу ΕΩΣ ΤΗΣ ΡΛΣΗΣ (Еос Тис Расис) за окупациону границу Србије у Бугарске, што се може транскрибовати и као "до Раса" и као "до Расине". Пошто се ради о окупационој граници, права граница била би источније од ових локација, што се поклапа са идејом да је источна граница била на Тимоку.

### Односи са Византијом
Почетком 9. века Византија је спроводила веома живу спољну политику према Далмацији, а затим према непосредном залеђу где су се налазиле Србија и Хрватска. Циљ је био да се подигне ранг архонтије у тему, са седиштем у Задру, што се најкасније десило у доба цара Лава V (813—820), нешто касније 817. године. Тако да је у циљу Ромеја било да се побољшају односи између српских архонта и цариградске владе. Такође није немогуће да је Византија била притиснута од стране бугарског хана Крума у раздобљу 809—813. године, те су покушавали да обезбеде савезника у унутрашњости Балканског полуострва. Њихов избор морао је да буде да Србија, пошто је она била једина држава која би могла да пружи противтежу Бугарској. Почетком 9. века Византија је учврстила власт на јужним обалама Јадрана стварањем теме Драч са којом је ступила у додир са Србијом Таква је Византија за време владавине цара Теофила (829—842), Властимировог савременика, држала снажне позиције у Драчу и у Задру и из ове две теме је могла да утиче на залеђе и српске кнежевине - Захумље, Травунију, Дукљу и саму Србију.
У светлости спољнополитичких догађаја, пре свега оних који су чинили окосницу византијско-бугарских сукоба, могуће је да је српски архонт Властимир већ око 846. постао византијски савезник, када је Пресијам после тридесетогодишњем мира, отпочео непријатељства на византијских поседима на Тракији.
Са далеко већом извесношћу може се закључити да је Властимир био српски хришћански владар и да је био у добрим односима са Византијом. На пољу политичког деловања међу српским кнежевима тежио је политичкој превласти што се јасно види на основу положаја Травуније. У спољној политици византијску подршку коју је несумњиво имао према српским кнежевинама могао је да обезбеђује ратном улогом у византијско-бугарском рату. Може се закључити да од времена владавине Властимира Србија почиње да игра улогу веома важног византијског заштитника у средишту Балканског полуострва против Бугара. Тако је у време Властимировог периода утемељена она спољна политика која ће Србију током наредног века довести до све обимнијег војног учешћа у византијско-бугарским ратовима, као и све јачим односима са Византијом.

#### Теза Станоја Станојевића о побуни
При крају Властимировог живота у Србији долази до стварања антивизантијског блока међу представницима народа на чијем челу је свакако стајао многобожачки елемент који је најјаче осећао византијски културни утицај. Као последица овога долази до организовања побуне на чије чело је стао кнез Властимир. Из Србије су протерани хришћански мисионари и војне посаде чиме је практично стечена независност. Византија је била заузета на другим странама (нападом Бугара превасходно) тако да није могла да предузме ништа озбиљније против Србије, на шта су Срби вероватно и рачунали када су подизали устанак. У прилог овоме иде и чињеница да је гусарење у Јадрану појачано, поготово од стране Срба из Неретљанске области, средином  века када се смешта антивизантијски покрет у Србији. Бугари, који су нешто пре Срба основали независну државу, видели су у Србији претњу њиховом циљу да себи потчине све Словене на Балкану, што је могло довести до сукоба.

#### Теза Тибора Живковића о савезништву
Када је Пресијам био на власти и даље је трајао мировни уговор између Византије и Бугарске који је склопљен 815/816. године, који је био обавезан за оба владара. Међутим уговор између Византије и Бугарске је тек био склопљен на тридесет година и 845/846. године ближило се време када је истицао. Тада је Византијом управљао Михаило III, док је његова мајка Теодора, владара Византијом уз помоћ свог брата, цезара Варде. Пресијам је веровао да Византија није имала правог вођу па је зато отпочео непријатељске односе са византијским поседима у Тракији, пославши војску у област Неста (данас река Места) и Стримона (данас река Струмица) против словенског племена Смољана, који су служили Византији да чувају границу против Бугара. Према овом изгледа да је до византијско-бугарских сукоба дошло око 846. године. Рат је био вођен у области Тракији која се налазила на граници, овај рат Пресијаму није донео никакве успехе, па је онда сигурно окушао ратну срећу против Србије, тј. запада. Остаје питање да ли је архонт Властимир и пре бугарског продора на Србију био умешан у византијско-бугарске односе, па је Пресијамов напад био одговор на учешће Србије у византијско-бугарском рату на страни Византије. Према гледању Порфирогенита, Пресијам је започео рат да би покорио Србију, али би то могла да буде уобичајена фраза, а да суштина узрока рата остаје о њему непозната.

### Теза Симе Лазића о Властимиру и Неретљанима
Према српском публицисти Сими Лазићу, који је био део српске аутохтонистичке школе, Властимир је у његово доба имао односе са Неретљанима и њиховим кнезом Друшком или Дружаком, што је могуће будући да је Паганија од 823. године постала вазал Србије. Како он тврди, водио је ратове са њим против Млетачке републике и успео је да их натера на мир. Када је умро Друшко, Млетачка република је опет ударила на Друшковог сина Људислава, али их је и Људислав савладао. У то доба (око 840. године) Арапи (Сарацени) су опседали приморске градове, Будву, Росе и Котор, држали су их у опсади 15 месеци. Након тога, Арапи су оставили залудне муке и отишли у Апенинско пл. Порушену Будву и Росе су заузели Срби, а Грцима оста само Дубровник и Котор.

### Рат са Бугарским царством
Према Константину VII, Срби и Бугари су живели мирно као суседи све до најезде 839. године (последњих година живота цара Теофила). Не зна се шта је тачно подстакло рат, јер Порфирогенит не даје јасан одговор; да ли је то резултат српско-бугарских односа, односно бугарског освајања југоистока, или резултат византијско-бугарског ривалства, у којем је Србија била царски савезник. Није било мало вероватно да је у томе учествовао и цар; како је био у рату са Арапима, можда је натерао Србе да отерају Бугарску из западне Македоније, што би користило обема странама. Према Ј. Бурију, овај савез би објаснио Маламиров поступак. Златарски претпоставља да је цар заузврат Србима понудио потпуну независност.
Мотиви за рат нису познати и данас се тумаче на два начина:
- Властимирово одбацивање византијске врховне власти, што је покренуло Бугаре да покушају да прошире своју власт са осталих Словена и на Србе[4]
- Властимирово савезништво и помоћ Византији током њиховог рата око 846. године[59]

Према Живковићу, трогодишње ратовање са Србима би требало да буде пред крај Пресијамове владавине, па је рат највероватније вођен око 848—851. године, а уследио је као бугарски одговор на српско приближавање Византији и највероватније учешћу у рату око 846. године на византијској страни. Можда је мешање Срба променило мишљење Пресијама од даљих напада на Тракију. Порфирогенит је хтео речима да искаже како су Срби и Бугари увек били под Византијом, што се Бугарима није свидело, па је из тог разлога могао да прећути разлоге избијања непријатељства и српско савезништво на страни Византије. На крају самог поглавља о Србима је ставио да Срби никад нису били под бугарском влашћу.
Трогодишњи покушаји Пресијама да потчини Србе завршили су се неуспехом, а према писању Константина VII Порфирогенита у њима је бугарски владар изгубио већину своје војске. Срби су тако одбранили своју државу и зауставили први познати напад Бугара. У том успеху значај је могло имати и то што су се бранили у својим шумама или на својим планинама. Трогодишњи рат у коме је бугарски владар изгубио много војника говори о значајној војсци коју је кнез Властимир могао да сакупи, али и о учвршћењу средишње државне власти у Србији средином IX века. Према Сими Лукини Лазићу Срби и Хрвати су заједно ратовали против Франачке и Бугарске.
Током владавине тог истог Властимира, зарати против Срба Пресијам, архонт Бугарске, желећи да их потчини, али и ако их је тукао три године, није ништа постигао него је чак изгубио и већину своје војске.— Константин VII Порфирогенит, De administrando Imperio
Према Порфирогениту, Бугари су хтели да наставе освајање на западу и да натерају Србе у покоравање. Пресијан (р. 836—852) покренуо је инвазију на српску територију 839. године, што је довело до три године рата, у коме су Срби однели победу; поражени Пресијан изгубио је велики број својих људи, није остварио никакве територијалне добитке, и протерала га је Властимирова војска. Срби су се држали у својим лако одбрањивим шумама и клисурама, и знали су да се боре у брдима. Рат је завршен смрћу цара Теофила 842. године, чиме је Властимир ослобођен обавеза према Царству.
Према Живковићевим речима, могуће је да је бугарски напад уследио после неуспеле инвазије на Струму и Нестос 846. Пресијан је можда сакупио војску и кренуо ка Србији, а Властимир је можда учествовао у византијско-бугарским ратовима, што би значило да је Пресијан одговорио на директну српску умешаност.
Пораз Бугара, који су у 9. веку постали једна од највећих сила, показује да је Србија била организована целина, потпуно способна да брани своје границе и да је имала војну и административну организацију. Није познато да ли је Србија у време Властимира имала систем утврђења или развијене војне структуре у којима је жупан имао јасно дефинисане улоге.

### Експанзија
После победе Властимиров статус је порастао. Даље се ширио на запад, заузевши Босну и Херцеговину (Хум). Властимир је своју ћерку оженио Крајином, сина локалног требињског жупана Белоја, око. 847/848. Властимир је овим браком титулу Крајине из жупана уздигао у архонта. Породица Белојевић је имала право на власт Травуније. Крајина је са Властимировом ћерком добио сина, по имену Хвалимир, који ће касније бити жупан Травуније.
Властимирова намера да се повеже са владарском кућом Травуније показује, у контексту, да је његов углед међу суседним српским архонтима и жупанима био у порасту, као и политички значај и војна снага Србије. Могуће је да је травунски жупан пре Властимирове владавине настојао да се ослободи утицаја Србије, али да је Властимир решење нашао у политичком браку своје ћерке са Крајином. Уздизање титуле Крајине (што је значило практичну независност Травуније) снажно сугерише да је Властимир био хришћански владар који је веома добро разумео монархијску идеологију која се развила у раном средњем веку. Постоји могућност да је брак склопљен пре сукоба са Бугарском, што чини вероватном још једну теорију: да је Бугарска реаговала на Властимиров све већи и јачи политички положај, посебно с обзиром на то да је имао право да потврђује владаре у суседним српским кнежевинама уз византијске санкције. Иако су Властимирова подизања титула била само симболична, а не одраз административно-политичких односа, то ипак показује да је он имао право да тако поступа, што га несумњиво ставља на чело свих српских архонта, тј. међу српским кнежевинама.
Убрзо после 846. године, са завршетком тридесетогодишњег примирја, Маламир (или Пресијан) је извршио инвазију на области Струме и Нестоса, а царица-регентица Теодора (842—855, жена цара Теофила) је одговорила нападом на Северну Тракију. Склопљен је кратак мир, а затим је Маламир кренуо у инвазију на Македонију. Бугарска је такође наметнула власт над Моравом, пограничном облашћу са Србима. Године 844. анонимни баварски географ помиње Мерехане као народ који се најдаље граничио са Францима. Живели су у долинама данашњег слива реке Мораве, и још увек су били непокорени од Бугара. Међутим, после 845. Бугарска је додала ове Словене својим societas; последњи пут се помињу 853. године.
Тачност DAI поткрепљује сукоб византијског стратега Далмације са хрватским кнезом Трпимиром из око 846/848. године, где су Византинци били побеђени. Такође, ова информације указује на то да је Византија водила веома активну политику у далматском залеђу. У то време су Хрвати били вазали франачког цара, па је однос према њима могао да буде другачији за разлику од српских кнежева у Далмацији и његовом залеђу. Напред изложени догађаји унелико заокружују политичке прилике у Далмацији у време Властимирове владавине у Србији. Травунија, као једна архонтија у далматском залеђу, била је у јаким везама и пре владавине Властимира, када је њоме жупан из рода који је био повезан са династијом. Изгледа да је жупан Травуније желео да се ослободи притиска Србије, па је Властимир решење пронашао у склапању политичког брака између његове кћери и Крајине. Практична самосталност Травуније потврђена је када се Крајина оженио за његову кћер. Идеолошки оквир у којем се ово уздизање десило изузетно је битан јер показује изузетно јак сигнал да је српски архонт (кнез) био хришћански владар који је веома добро схватао владарску идеологију која је у раном средњем веку доживела свој развој. Преко овог обрасца радио је читав систем вазалних држава у Европи у то време, а његово исходиште налазило се у развијеној владарској идеологији.

## Унутрашња политика
Иако је можда само номинално признавао врховну власт византијског цара, претпоставља се да је Властимир у својим рукама држао врховну власт над свим областима Србије, тј. владао је као de facto суверен владар, и њему су били подређени нижи управници (жупани и други) осталих српских области. У то време забележено је значајно гусарење у Јадрану, поготово од стране Срба Неретљана, средином 9. века.

### Однос са Травунијом
Говорећи о приликама у Травунији, Порфирогенит наводи да је остао још један податак о којем је био везан кнез Властимир у којем би се могао наћи занимљив траг у покушају да се одговори на питање у каквом међусобном хијерархијском односу су били владари српских кнежевина. У време Властимира, дошло је до владарског брака и уздизање Травуније из ранга жупаније на ранг архонтије. Властимир је своју ћерку дао Крајни, сину Белоја, жупана Травуније. Наводно је од тог времена Травунија постала самостална, јер је Властимир свом зету дао титулу архонта. Али, недоумицу о политичком статусу Травуније разрешава сам Порфирогенит закључком да је Травунија увек била под влашћу Србије.
Царев исказ зарађује посебну пажњу будући да је Травунија као гео-политичка област настала првих деценија после насељавања Срба на Балканско пл. са владајућом породицом која је била у родбини са архонтом Србије. Брак између Властимирове ћерке и Крајине доноси закључак. Додатна вест потиче од порекла владара архонта Захумља, Михаила Вишевића у поглављу где Порфирогенит излаже сазнања о његовој кнежевини, да нема родбинских веза између архонта Србије и Захумља. Нема никакве сметње и ако се овај образац користи и за друге кнежевина Паганију и Дукљу.
Казивање Порфирогенита да су архонти Травуније одувек били под врховном влашћу архонта Србије требало би мислити у склопу политичких прилика из средине 10. века кад је Порфирогенит писао „De administrando imperio”. Србија је тада имала важну улогу према Угрима, јер су штитили од угарских напада Византију, па изгледа да је тадашњи српски архонт заиста надзирао и архонта Травуније. Исто би требало стално имати на уму да је и царев информатор покупио информације највероватније из Србије, па је цару преносио сопствено уверење о српској прошлости. Како год, средином 10. века Травуније је део Србије, али век раније у време Властимира, очигледно је било другачије. Намера Властимира да се ороди са владарском кућом Травуније показује, по својој прилици, да је његов углед међу околним српским архонтима и жупанима био у успону, а самим тим је вероватно одговарајући политички значај и војно надмоћ Србије.
Владарски бракови у средњем веку су били дипломатско оружје и историја средњовековне Европе у оваквим примерима. У Порфирогенитовом податку о браку Властимирове кћери са сином Белоја требало би препознати траг политичког деловања српског архонта. Овакво мишљење несумњиво је и на основу друге информација да је Властимир свог зета уздигао на ранг архонта. Питање је колики је он заиста имао такав значај, а колико би на тај корак био присиљен јачањем свога суседа у Травунији. Међутим, Порфирогенит додаје област Конвала (Канала) под Травунијом. На основу другог насталог такође под надзором Порфирогенита, о церемонијама, познато је да је међу примаоцима царских заповеди међу јужнословенским владарима био је и архонт Конавла. Отуда се види да је Конавље пре времена Порфирогенита било независно. У 29. поглављу Порфирогенит изричито каже да су у помоћ византијској војсци у Италији, ради опсаде Барија, били укључени и Конављани. У периоду владавине византијског цара Михаила Аморијца (820—829) Конвањани су такође поменути као једно племе које је одбацило власт цара, а то је био почетак Властимирове владавине у Србији. Исти податак садржан је и у 29. поглављу DAI.

#### Побуна Људевита Посавског
Већ 822. године франачки летописац Ајнхард помиње да се после неуспелог устанка Људевит Посавски повукао пред Францима у Сисак, а одатле је отишао код Срба, где је нашао уточиште код једног српског војводе (жупана). Овај усамљени податак није довољан за извођење ширих закључака, у смислу да је сваку жупан располагао и утврђеним местом, које је случајно војно и управно средиште једне области, али указује на то да је постајала па свој прилици веома добра устављена и разрађена управна структура у деловима у којима су Срби живели. У време када је владао Властимир види се постојање жупана управо на податку из Ајнхардових Анала, јер он пише да се Људевит Посавски склонио код једног од „њихових” жупана, као и у Порфирогенитовом податку о жупану Травуније, кога је Властимир, женидбеним везама, уздигао на ранг архонта. Према овим подацима могло би се наслутити да је архонт Србије надзирао западне области своје државе преко намесника, жупана, који су имали потпуну власт на тој области, али је њихов посед чинио саставни део Србије. Отуда и Босна у то време представља само једну регију у склопу Србије, где је управљао жупан са вероватно нешто мањом самосталношћу од онога у Травунији.

### Однос са Конављанима
Изгледа да је Конавље имало статус архонтије пре времена Порфирогенита и да је било прикључено Травунији после 868. године, па би из тог разлога у време Властимира Травунија још увек била у свом првобитном стању без Конавла, Због стога, потреба за политичким браком са архонтом Травуније није била потчињеа ширењем утицаја жупана Травуније на околне области, најпре Конавле, већ последице других догађаја о којима ћуте извори, а који су били можда последица јачања положаја српског архонта. Пораст Властимировог угледа може се приметити после његовог приближавања са Византијом четрдесетих године 9. века. Отуда би брак Властимирове кћерке и Крајне требало ставити у последње године Властимирове владавине, тачније око 847/848. године.
Порфирогенит се потрудио да окриви владаре који су владали пре његовог деде Василија I што је пропала власт Византије у Далмацији. Стварајући идеалан опис деде, Порферогенит је и сасвим безначајне догађаје могао да опише као трагичне. Порфирогенит намеће Михаилу II Аморицјем (820—829) да је он крив и да су у његово време Хрвати, Срби, Захумљани, Травуњани, Конавли, Дукљани и Неретљани (Пагани) отпали од Византије. Ипак, између владавине Михаила II и Василија I, Порфирогенит не говори да се то догађало у Далмацији. Он ћутећи прелази све догађаје настављајући излагање о овим племенима тек од оног времена када су они послали посланике Василију I који их је вратио под византијску власт.

### Историјске претпоставке
Оскудни подаци о Властимировој владавини довољно су тек за извођење хипотеза, које могу бити веома привлачне и убедљиве, а које највероватније никада неће успети да буду у скроз доказане. Једна од тих хипотеза тицала би се и само устројства српског племена које је по насељавању затекло неколико етничких група на простору данашње Црне Горе, Босне и Херцеговине и Србије. Уколико би Срби били добро организовано војничко племе, што би требало да значи тачно будући да су савладали Аваре и зауставили њихове упаде јужно од Саве и Дунава, онда је врло извесно да су и над простором који су населили, могли да господаре на онај начин на који су и други народи током сеобе народа оставили своју превласт на новоосвојеним земљама. То би се постигло успостављањем гарнизона на челу са војним заповедницима, жупанима, који су вршили војну и управну власт у име врховног господара. Временом су ови жупани постали наследни и утврдили своју власт на повереној земљи. На тај начин би да буде објашњења веома рана појава српских држава које су у другој половини 9. века посматране као засебне државице — Травунија, Захумље, Дукља и Паганија. Последња област која ће издвојити из првобитне Србије, била је Босна крајем 10. века. Ипак ова хипотеза тек треба да буде доказана и овде изложена реконструкција може да буде само веома извесна могућност.
После Властимирове смрти власт прелази на тројицу његових синова:
- Мутимира, који је као најстарији био главни кнез,
- Стројимира, који је био удеони кнез и
- Гојника, који је био удеони кнез

## Наслеђе
Властимирова три сина су успешно одбила навалу Бориса I Бугарског 853. или 854. године (убрзо после Властимирове смрти), када су заробили 12 великаша и самог заповедника Владимира, сина Бориса. Бугари су настојали да се освете за претходни пораз Пресијана 842. Две стране су склопиле мир, а можда и савез. Два млађа брата су се касније побунила против Мутимира из неоткривених разлога. Мутимир их је као заробљенике, гаранцију мира, послао на Борисов двор у Плиску. Након што је Мутимир затражио да цар Василије I (867—886) покрсти његове земље, послани су цариградски свештеници и основана је српска епископија. Хришћанство је евидентно у традицији теофорских имена која се налазе у следећој генерацији српских монарха (нпр. Петар Гојниковић, Павле Брановић). Три гране Властимирових синова наставиле су деценијама сукцесијски рат.
Бугаре под Борисом I наговорио је моравски кнез Растислав да нападну Луја Немца Источне Франачке. Бугарско-словенски поход се завршио катастрофално, а мир је потписан 855. Следеће године, византијска војска, предвођена Михаилом III и цезаром Бардом, поново је заузела Филипопољ (Пловдив), област Загоре и луке око залива Бургас на Црном мору. Године 863. Византинци су поново извршили инвазију на Канат, током периода глади и природних катастрофа. Борис I је био принуђен да потпише мир и да пређе на хришћанство, за шта му је поклоњена Загора. Колевка бугарске православне цркве основана је око 870. године у Плиски.
Дана 11. јула 2006. нађен је златни печат Стројимира, који датира од 855—896. године и био је купљен од стране Републике Србије на аукцији у Минхену, Немачкој. Био је продат од стране непознатог Руса за цену од 20.000 €, док је бугарска понуда била 15.000 €. Овај печат је византијско дело (из Атине, Солуна или Константинопоља), тежак је 15,64 грама, има патријархални крст и грчки натпис који гласи „Строимир” и „Бог помаже”.
Улице у Новом Саду и Београду (Чукарица) носе назив по кнезу Властимиру.

### Примарни извори
- Dvornik, F.; Jenkins, R. J. H.; Lewis, B.; Moravcsik, Gy.; Obolensky, D.; Runciman, S. (1962).  P. J. H. Jenkins, ур. De Administrando Imperio: Volume II. Commentary. University of London: The Athlone Press.
- Moravcsik, Gyula, ур. (1967) [1949]. Constantine Porphyrogenitus: De Administrando Imperio (2nd revised изд.). Washington D.C.: Dumbarton Oaks Center for Byzantine Studies. ISBN 9780884020219.
- Pertz, Georg Heinrich, ур. (1845). Einhardi Annales. Hanover.
- Scholz, Bernhard Walter, ур. (1970). Carolingian Chronicles: Royal Frankish Annals and Nithard's Histories. University of Michigan Press. ISBN 0472061860.

### Секундарни извори
- Bulgarian Academy of Sciences (1966). Études historiques. 3. Éditions de l'Académie bulgare des sciences.
- Bury, John B. (1912). A History of the Eastern Empire from the Fall of Irene to the Accession of Basil I. (A.D. 802-867). London: MacMillan. ISBN 9781275594623.Runc
- Carter, Francis W. (1977). An historical geography of the Balkans.
- Ćorović, Vladimir (2001). Istorija srpskog naroda (Internet изд.). Belgrade: Ars Libri.
- Ćirković, Sima (2004). The Serbs. Malden: Blackwell Publishing. ISBN 9781405142915.
- Cuddon, John Anthony (1986). The companion guide to Jugoslavia. Collins. ISBN 0-00-217045-0.
- Evans, Arthur (2007). Through Bosnia and the Herzegovina on Foot During the Insurrection, August and September 1875. Cosimo, Inc. ISBN 978-1-60206-270-2.
- Curta, Florin (2006). Southeastern Europe in the Middle Ages, 500–1250. Cambridge: Cambridge University Press.
- Ferjančić, Božidar (1997). „Basile I et la restauration du pouvoir byzantin au IXème siècle” [Vasilije I i obnova vizantijske vlasti u IX veku]. Zbornik radova Vizantološkog instituta (на језику: француски). Belgrade (36): 9—30.
- Ferjančić, Božidar (2007). Vizantijski izvori za istoriju naroda Jugoslavije II (fototipsko izdanje originala iz 1959 изд.). Belgrade. стр. 46—65. ISBN 978-86-83883-08-0.
- Forbes, Nevill (2004). The Balkans: A History of Bulgaria, Serbia, Greece, Rumania, Turkey. Digital Antiquaria. ISBN 978-1-58057-314-6.
- Fine, John Van Antwerp Jr. (1991) [1983]. The Early Medieval Balkans: A Critical Survey from the Sixth to the Late Twelfth Century. Ann Arbor, Michigan: University of Michigan Press. ISBN 0472081497.
- Houtsma, M. Th. (1993). E.J. Brill's first encyclopaedia of Islam 1913–1936. BRILL. ISBN 90-04-08265-4.
- Komatina, Predrag (2010). „The Slavs of the mid-Danube basin and the Bulgarian expansion in the first half of the 9th century” (PDF). Зборник радова Византолошког института. 47: 55—82.
- Komatina, Predrag (2015). „The Church in Serbia at the Time of Cyrilo-Methodian Mission in Moravia”. Cyril and Methodius: Byzantium and the World of the Slavs. Thessaloniki: Dimos. стр. 711—718.
- Mijatovic, Cedomilj (2007) [1908]. Servia and the Servians. Cosimo, Inc. ISBN 978-1-60520-005-7.
- Runciman, Steven (1930). A History of the First Bulgarian Empire. London: G. Bell & Sons. ISBN 9780598749222.
- Slijepčević, Đoko M. (1958). The Macedonian question:the struggle for southern Serbia. American Institute for Balkan Affairs.
- Stephenson, Paul (2000). Byzantium's Balkan Frontier: A Political Study of the Northern Balkans, 900-1204. Cambridge: Cambridge University Press. ISBN 0-521-77017-3.
- Vlasto, Alexis P. (1970). The Entry of the Slavs into Christendom: An Introduction to the Medieval History of the Slavs. Cambridge: Cambridge University Press. ISBN 9780521074599.
- Živković, Tibor (2006). Portreti srpskih vladara (IX—XII vek). Belgrade. стр. 11—20. ISBN 86-17-13754-1.
- Živković, Tibor (2007). „The Golden Seal of Stroimir” (PDF). Historical Review. Belgrade: The Institute for History. 55: 23—29.
- Živković, Tibor (2008). Forging unity: The South Slavs between East and West 550-1150. Belgrade: The Institute of History, Čigoja štampa. ISBN 9788675585732.
- Živković, Tibor (2013). „The Urban Landcape [sic] of Early Medieval Slavic Principalities in the Territories of the Former Praefectura Illyricum and in the Province of Dalmatia (ca. 610-950)”. The World of the Slavs: Studies of the East, West and South Slavs: Civitas, Oppidas, Villas and Archeological Evidence (7th to 11th Centuries AD). Belgrade: The Institute for History. стр. 15—36. ISBN 9788677431044.
- Zlatarski, Vasil (1918). История на Първото българско Царство. I. Епоха на хуно-българското надмощие (679—852) (на језику: бугарски) (Internet изд.). Sofia.

### Викизворник
- Константин Порфирогенит, „De administrando Imperio“ („О управљању Царством“) (глава 32)